# Анверс (остров)
Анверс (англ. Anvers Island) — крупнейший остров в архипелаге Палмер.
Расположен вблизи северо-западного побережья Антарктического полуострова, к юго-западу от острова Брабант. Составляет примерно 74 км в длину и 55 км в ширину. Площадь острова — 2432 км². Самая высокая точка Анверса — гора Мон-Франсе, высота которой составляет 2761 м над уровнем моря. В 1 км от южного побережья Анверса расположен маленький островок Корморант, который является ключевой орнитологической территорией.
Остров был открыт Джоном Биско в 1832 году и был назван в 1898 году членами Бельгийской антарктической экспедиции под руководством Андриена де Жерлажа в честь бельгийской провинции Антверпен.
На острове расположена американская полярная станция Палмер. Строительство станции было закончено в 1968 году. Одновременно на ней могут находиться около 50 человек.